# Ерсте банка Нови Сад
Ерсте Банка а.д. Нови Сад је најстарија финансијска институција у Србији, основана 1864. године као прва штедионица (Новосадска штедионица). Током 2005. године, Новосадска банка је постала чланица Ерсте Групе , која је основана 1819. године као прва штедионица у Аустрији. У децембру 2005. године Новосадска банка мења име у Ерсте Банк а.д. Нови Сад. Мрежу Ерсте Банке у Србији данас чине 88 пословница за рад са становништвом, као и четири комерцијална центра, у оквиру којих близу 1,000 запослених опслужује приближно 421,000 клијената. 

Друштвено одговорно пословање (ДОП)
Од 2009. године, Ерсте Банк а.д. Нови Сад је усвајањем прве Стратегије друштвено одговорног пословања системски инкорпорирала друштвену одговорност у своје пословање. Важећа Стратегија усвојена је 2015. године, на период од пет година. Основни принципи ДОП Стратегије јесу повезаност ДОП иницијатива са пословањем, као и уравнотеженост, холистички и интегративни приступ. Према усвојеној Стратегији, оквир друштвено одговорног пословања Ерсте Банке састоји се од области, приоритетних тема и одговарајућих активности. Теме и одговарајуће активности у оквиру сваке од области могу се мењати на средњи рок, у зависности од актуелног интерног и екстерног контекста. У складу са тим, ажурирају се и акциони планови за сваку област. Области кроз које се тренутно спроводи Стратегија су: корпоративно управљање, одговорност према клијентима, одговорност у радном окружењу, одговорност у ланцу набавке, одговорност према локалним заједницама и одговорност према животној средини.
Сириус
Централа Ерсте банке у Београду од 2017.  је Сириус, комплекс пословног простора који је финансирала Ерсте Група.  Комплекс Сириус налази се у пословном делу Новог Београда, у улици Булевар Милутина Миланковића 3а. Основна замисао овог пројекта јесте одрживост животне средине, па је зграда изграђена у складу са највишим еколошким стандардима, како би се обезбедили идеални услови рада и оптимизовали трошкови корисника. Комплекс ће бити сертификован по стандардима БРЕЕАМ-а, уз поштовање строгих захтева енергетске ефикасности и гарантујући минималну потрошњу енергије за грејање и хлађење, као и употребу обновљивих и рециклираних материјала.  

У рекламним спотовима ове банке појављује се српски тенисер Виктор Троицки.